# Бух ам Бухрајн
Бух ам Бухрајн (њем. Buch am Buchrain) општина је у њемачкој савезној држави Баварска. Једно је од 26 општинских средишта округа Ердинг. Према процјени из 2010. у општини је живјело 1.413 становника. Посједује регионалну шифру (AGS) 9177114.

## Географски и демографски подаци
Бух ам Бухрајн се налази у савезној држави Баварска у округу Ердинг. Општина се налази на надморској висини од 533 метра. Површина општине износи 22,8 km². У самом мјесту је, према процјени из 2010. године, живјело 1.413 становника. Просјечна густина становништва износи 62 становника/km².